# دوري كوراساو لكرة القدم 2017-18
دوري كوراساو لكرة القدم 2017-18 هو الموسم 92 من دوري كوراساو لكرة القدم. كان عدد الأندية المشاركة فيه 10، وفاز فيه CRKSV Jong Holland ‏.